# Kalno-Wostówka
Kalno-Wostówka – przysiółek w Polsce położony w województwie dolnośląskim, w powiecie świdnickim, w gminie Żarów.
W latach 1975–1998 miejscowość położona była w województwie wałbrzyskim.